# Complexe sportif de Nzeng-Ayong
Le complexe sportif de Nzeng-Ayong ou stade de Nzeng-Ayong est un stade omnisports situé dans le quartier de Nzeng-Ayong à Libreville au Gabon.

## Description
Situé à proximité du marché municipal de Nzeng-Ayong, le stade est en gazon synthétique.
Sa tribune peut accueillir 464 personnes. Le stade est utilisé, entre-autres, par les clubs Missile FC, Akanda FC, CF Mounana et AO Cercle Mbéri Sportif.
Le stade accueille aussi des concerts et des meetings politiques.